# Васьківці (Кременецький район)
Ва́ськівці — село в Україні, у Шумській міській громаді Кременецького району Тернопільської області. До 2020 року адміністративний центр Васьковецької сільської ради, якій були підпорядковані села Кути та Малі Садки.
До Васьківців належить хутір Діброва, де проживає 23 особи. Був хутір Пікульське Гутисько, виключений із облікових даних у зв'язку з переселенням жителів.
Населення — 835 осіб (2003).

## Географія
Розташоване на берегах річки Циганка — притоки річки Вілії, за 1,5 км від центру громади і 35 км від найближчої залізничної станції Лепесівка.

## Історія
На околиці Васьківців виявлено залишки мезолітичної стоянки (10-8 тис. р. до н. е.), поселення доби неоліту і трипільської культури, рештки поселення черняхівської культури, поховання доби ранньої бронзи та 2 ранньоруських городища.
Перша писемна згадка — 1583, згідно з поборовим реєстром Кременецького повіту село належало С. Іумській.
За архівними даними існує з 13 століття. За місцевою легендою історія села розпочалася з побудови тут замочка-резиденції Васильком Романовичем, князем Волинським. С. Синюк стверджує, що в цьому замочку писались уривки Галицько-Волинського літопису, що побічно підтверджує та ж легенда.
На 1936 рік село входило до ґміни Шумськ Кременецького повіту.
У 20 столітті Васьківці — один з центрів національно-визвольних змагань. Тут похована повстанська поетеса, медсестра УПА Ганна Ткачук.
12 червня 2020 року, відповідно до розпорядження Кабінету Міністрів України № 724-р «Про визначення адміністративних центрів та затвердження територій територіальних громад Тернопільської області» увійшло до складу Шумської міської громади.
19 липня 2020 року, в результаті адміністративно-територіальної реформи та ліквідації Шумського району, село увійшло до складу Кременецького району.

## Пам'ятки
Є церква святого Апостола Іоанна Богослова (1938; кам'яна).
Споруджено пам'ятник полеглим у німецько-радянській війні воїнам-односельцям (1987), встановлено пам'ятний хрест загиблим воякам УПА.

## Соціальна сфера
Діють загальноосвітня школа І-ІІ ступенів, клуб, бібліотека, ФАП, ПАП «Діброва».

## Відомі люди
У Васьківцях народилася поетка, медсестра УПА Ганна Ткачук.

## Галерея

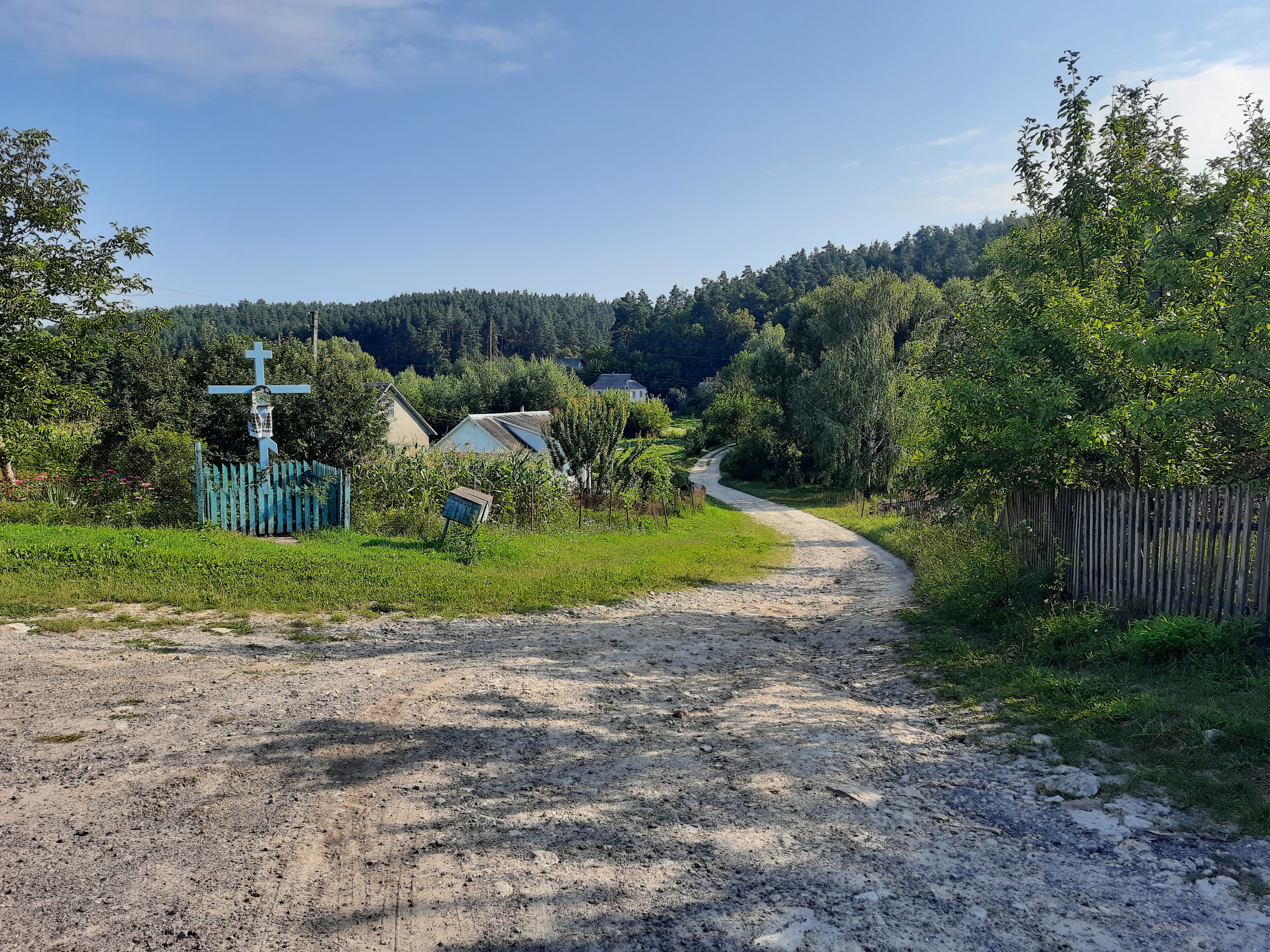
В'їзд у село
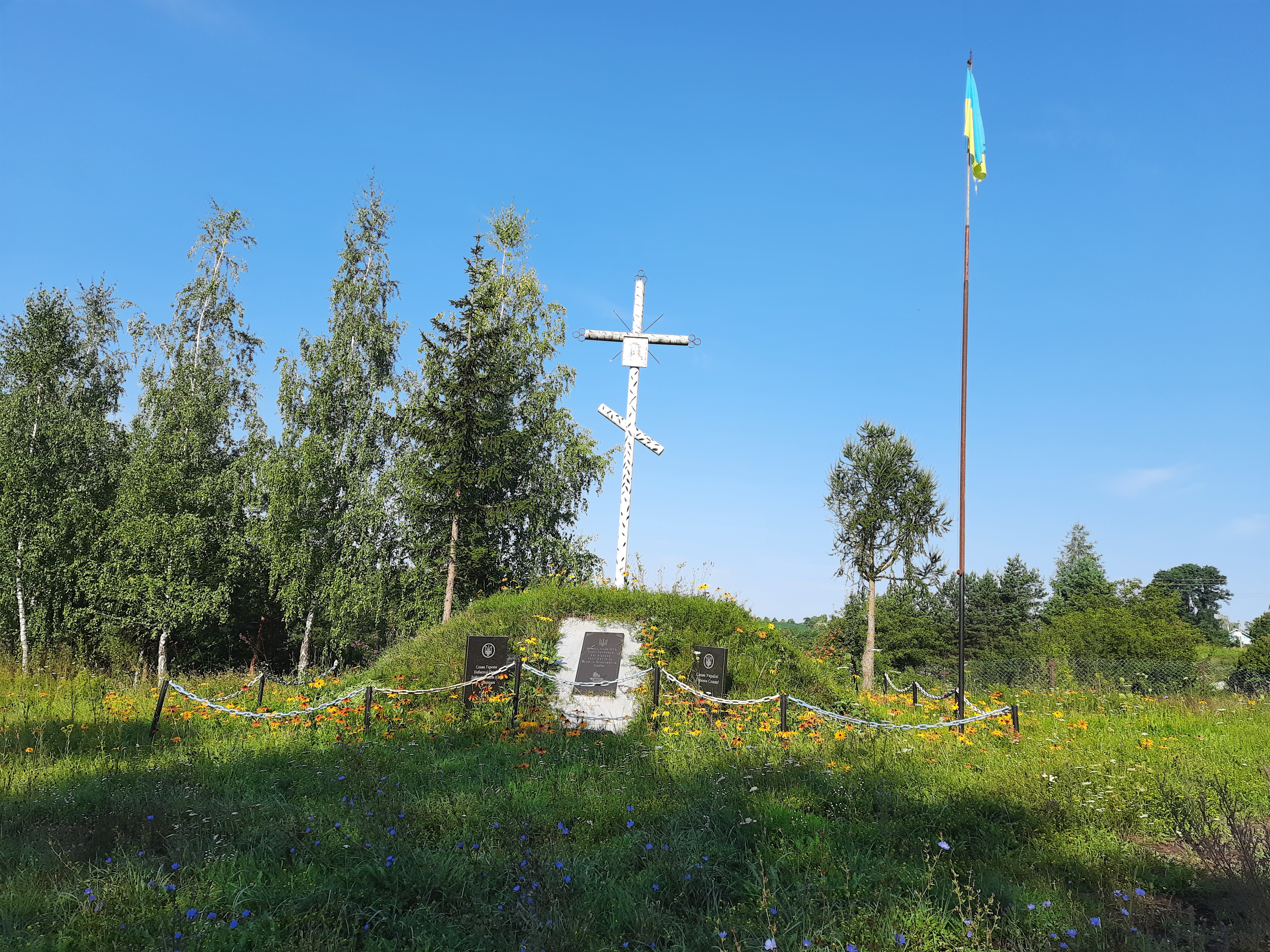
Символічна могила Борцям за волю України
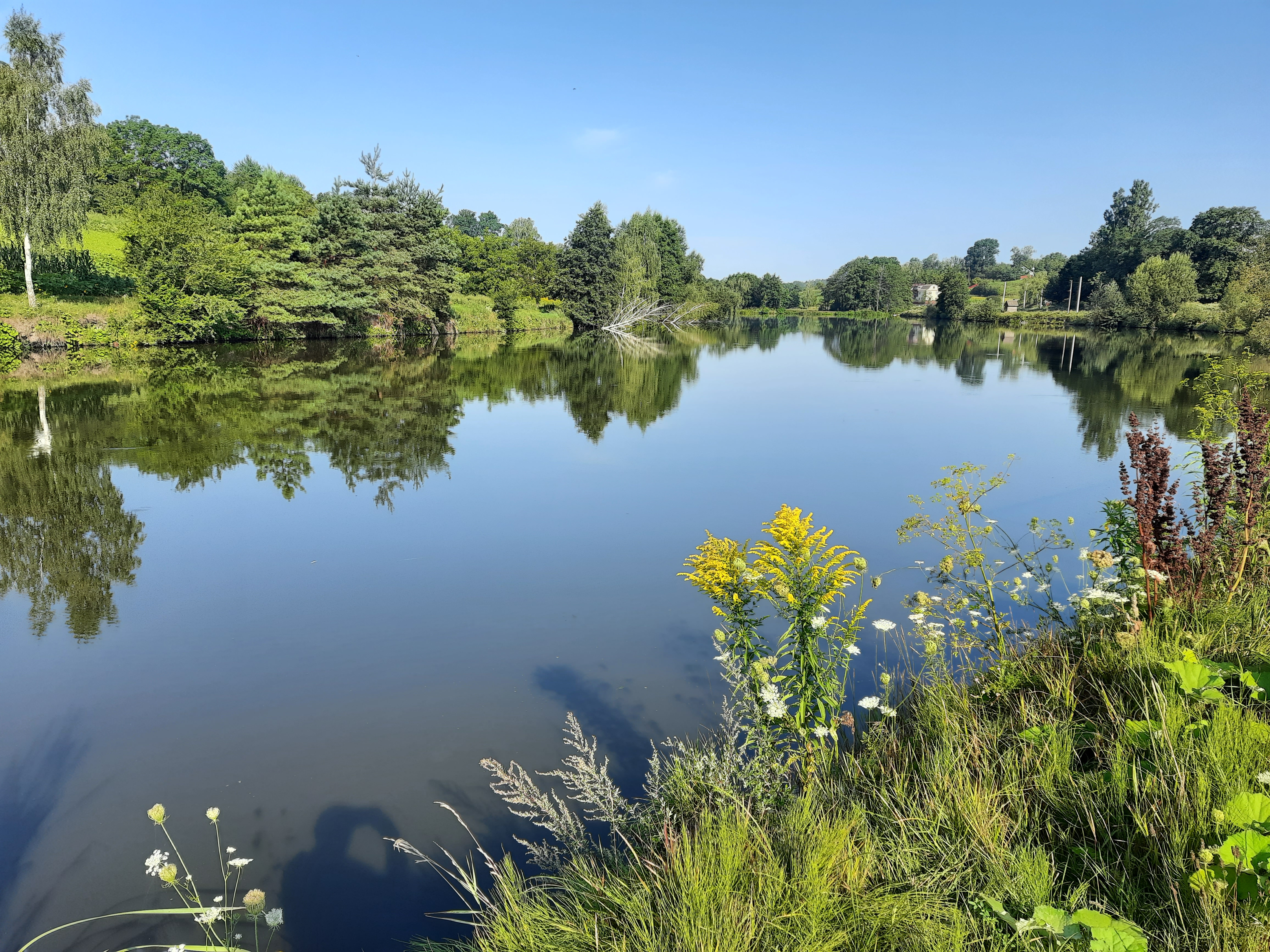
Став біля села